# 鄭弘儀
鄭 弘儀（てい こうぎ）は台湾の司会者、作家。
中国時報の中国駐在記者であったが、その後テレビ番組の司会や本などを執筆する。現在は、台湾の討論番組大話新聞、新聞挖挖哇の司会者を務める。

## 学歴
- 嘉義高工卒業
- 亞東工専製衣工程科卒業
- 政治大学EMBA

## 主な出演番組
- 新聞挖挖哇（超級電視台）
- 大話新聞（三立新聞台）
- 銭線追撃（年代生活産経台）
- 黄金七秒半（三立都会台）
- 新聞看透透（高點電視台）

## 公演
- 2008年10月31日からアメリカの複数の都市で行った。

| スタブアイコン | サブスタブ | この項目は、まだ閲覧者の調べものの参照としては役立たない、人物に関連した書きかけの項目です。この項目を加筆・訂正などしてくださる協力者を求めています（P:人物伝/PJ:人物伝）。 |